# Catedral de Calahorra
La Catedral de Santa Maria de Calahorra és una església catòlica romana que es troba a Calahorra, La Rioja. És l'església principal del bisbat de Calahorra i La Calzada-Logronyo, Amb ella, són cocatedrals l'església de Santa Maria de la Redonda de Logronyo i la Cocatedral de Santo Domingo de la Calzada.

## Història i arquitectura
La catedral és dedicada a Santa Maria, però els autèntics protagonistes són els sants màrtirs Celdoni i Ermenter. De fet, l'edifici s'alça al lloc on segons la tradicio es va produir el seu martiri, a la vora del riu Cidacos. Això determina la inusual ubicació de la catedral a l'exterior del nucli urbà.
Abans de l'actual van existir un edifici del s. IV i un altre del s. XI dels quals no se'n conserven vestigis significatius. Les obres de l'edifici actual van començar a la fi del s. XV (1484) i es van anar desenvolupant en successives etapes fins a començaments del segle xviii.
L'any 1900 va resultar afectada per un incendi
L'any 1931 va ser declarada monument nacional
Es tracta d'un edifici de tres naus dotat de capelles laterals i d'un deambulatori al voltant de l'altar major. Té també un claustre adossat al flanc sud, incomplet. La construcció es va iniciar al segle XV i l'obra de les naus, cobertes amb voltes estrellades, es majoritàriament del segle xvi, com també el claustre, inacabat. Les capelles del deambulatori i la façana principal daten del s. XVII mentre que del s. XVIII son alguns additaments com la sagristia i bona part de la decoració interior.

## Exterior
Destaquen la façana principal, d'estil classicista (finals del s. 17), una portada lateral d'estil plateresc (s. 16) i sobretot el campanar, orientat vers el nucli urbà antic, aixecat al segle xvi i rematat al sis-cents.

## Presbiteri
L'antic retaule major del s. 17, dedicat a la Mare de Déu. va resultar destruït per un incendi l'any 1900. L'actual és una rèplica d'aquell retaule perdut realitzada el 1904 per Carles Laguna, de Barcelona i Francisco Borja, de Saragossa.
Als peus de l'altar major es troben els bustos reliquier dels sants Celdoni i Ermenter, obra de l'argenter Francisco de Soria amb Pedro Vélez (1513)

## Cor i orgue
Ocupa la major part de la nau central. El cadirat és obra dels escultors Guilem d'Holanda i Natuera Borgonyó. Va ser realitzat entre 1532 i 1539. La reixa del cor és obra de Pedro Lazcano (1622). El mur perimetral del cor es decorat amb estàtues dels apòstols, de marbre blanc. El rerecor és una imponent composició barroca del segle XVIII L'orgue actual data de 1917. És el cinquè orgue que ha tingut la catedral.

## Capelles
A les capelles laterals s'hi poden trobar obres d'art que ressegueixen tot el cicle constructiu de la catedral entre els segles XVI i XVIII. Del XVI són, per exemple la gran pica baptismal o el retaule de la capella de sant Pere. Tanmateix, el màxim protagonisme recau en els retaules barrocs, com el dedicat als sants màrtirs Celdoni i Ermenter o el de la Immaculada.

## Mestres de capella
La catedral de Calahorra ha comptat amb notables mestres de capella, tals com Juan Esquivel (s. XVI), José de Cáseda (s. XVII), Diego Pérez del Camino (s. XVIII), Teodoro Echegoyen (s. XIX) o el català Josep Pavia (s. XX).

## Tresor, Museu Diocesà, Palau Episcopal i Arxiu
A part dels bustos reliquier dels sants màrtirs la peça més destacada del tresor de la catedral és la custòdia dita "del xiprer" datada el 1462 i probablement realitzada a Burgos. És una ofrena reial ja que conté la imatge d'un rei orant.
Al claustre s'hi troba una exposició de peces procedents de diverses esglésies de la diòcesi fent les funcions de Museu Diocesà
Prop de la catedral es troba el Palau Episcopal on hi té la seu l'Arxiu Diocesà i Catedralici